# Student

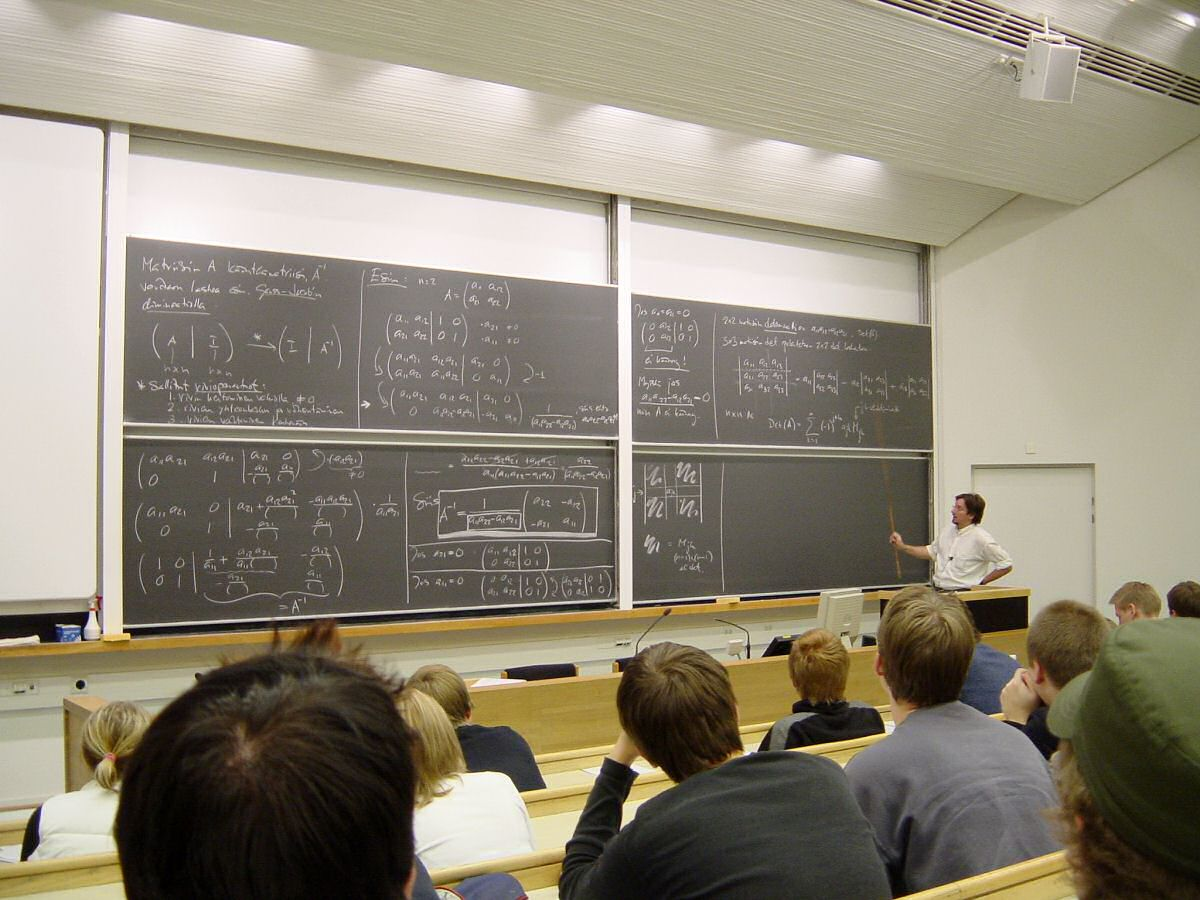
Studenten van de Technische Universiteit van Helsinki tijdens een wiskundecollege, 2005

Een student of studente is iemand die een studie volgt in het hoger onderwijs, dat wil zeggen aan een universiteit, hogeschool, of een vergelijkbare instelling in andere landen. In  Nederland worden degenen die een beroepsopleiding aan een mbo-instelling volgen ook student genoemd.
Een student verkrijgt bij het succesvol einde van de studie in het hoger onderwijs een associate degree, bachelor- of mastertitel. In de meeste Europese landen werd dit diplomasysteem ingevoerd na de Bolognaverklaring (1999). Daarvoor verschilden de diplomatitels per land.
Het woord 'student' is afgeleid van Latijnse studens: strevend (naar), zich interesserend (voor), moeite opbrengende (voor). 

## Nederland
In Nederland kunnen studenten van het wetenschappelijk onderwijs en studenten in het hoger beroepsonderwijs aanspraak maken op studiefinanciering, wat geregeld wordt vanuit de Dienst Uitvoering Onderwijs in Groningen. 
Ook studenten die onderwijs volgen aan het middelbaar beroepsonderwijs ontvangen studiefinanciering als ze achttien jaar of ouder zijn. Zij werden vanouds 'deelnemers' (in de wet), 'leerlingen' of 'scholieren' genoemd. In de jaren 2010 kwam er echter een discussie op gang over de vraag of zij ook niet studenten moesten worden genoemd, omdat zij in de praktijk al gelijk worden behandeld; zij volgen ook een vervolgopleiding, maken gebruik van de ov-studentenkaart en krijgen studiefinanciering. De term student zou het makkelijker moeten maken voor hen om lid te worden van een studenten(sport)vereniging, studentenkorting te krijgen of de kroeg in te komen. Het Ministerie van Onderwijs heeft in 2018 aangegeven te onderzoeken hoe in de wet voor mbo'ers de term deelnemer kan worden gewijzigd naar student. Met de inwerkingtreding van de Wet versterking positie mbo-studenten werd vastgelegd dat (ook) 'degene die een beroepsopleiding volgt' m.i.v. 1 augustus 2020 formeel aangeduid wordt met het begrip student in de zin van de Wet educatie en beroepsonderwijs (WEB).
Studenten aan universiteiten kunnen invloed uitoefenen op hun onderwijsinstelling op het niveau van de opleiding (opleidingscommissies), faculteit (faculteitsraad) en universiteit (universiteitsraad). De instelling mag er ook voor kiezen voor het systeem van gedeelde medezeggenschap. Dit betekent dat in plaats van een faculteits- of universiteitsraad, die voor de helft uit studenten en voor de helft uit medewerkers bestaat, de wet medezeggenschap verloopt via aparte medezeggenschapsorganen voor studenten en medewerkers. Dit zijn de facultaire studentenraad, facultaire ondernemingsraad, centrale studentenraad, centrale ondernemingsraad. Indien hiervoor wordt gekozen zijn de laatste twee verplicht minimaal een keer per jaar gezamenlijk te vergaderen. Voor de raden vinden regelmatig verkiezingen plaats. Hogescholen kennen vergelijkbare inspraakorganen.
Verder zijn er studentenvakbonden die opkomen voor de student in het algemeen. Landelijk zijn al deze vakbonden verenigd in de Landelijke Studenten Vakbond (LSVb) en het Interstedelijk Studenten Overleg (ISO). Deze twee landelijke vakbonden houden elkaar scherp. De Jongeren Organisatie Beroepsonderwijs (JOB) komt op voor de belangen van mbo-studenten.
Voor Nederlandse studenten die in het buitenland studeren, willen studeren of gestudeerd hebben is er NWS, het verband van Nederlandse studenten in het buitenland.
| Studenten in het HBO & WO             | Studenten in het HBO & WO     |
| Ontwikkeling aantal studenten (×1000) | Buitenlandse studenten (2021) |
| ------------------------------------- | ----------------------------- |
|                                       |                               |

## België

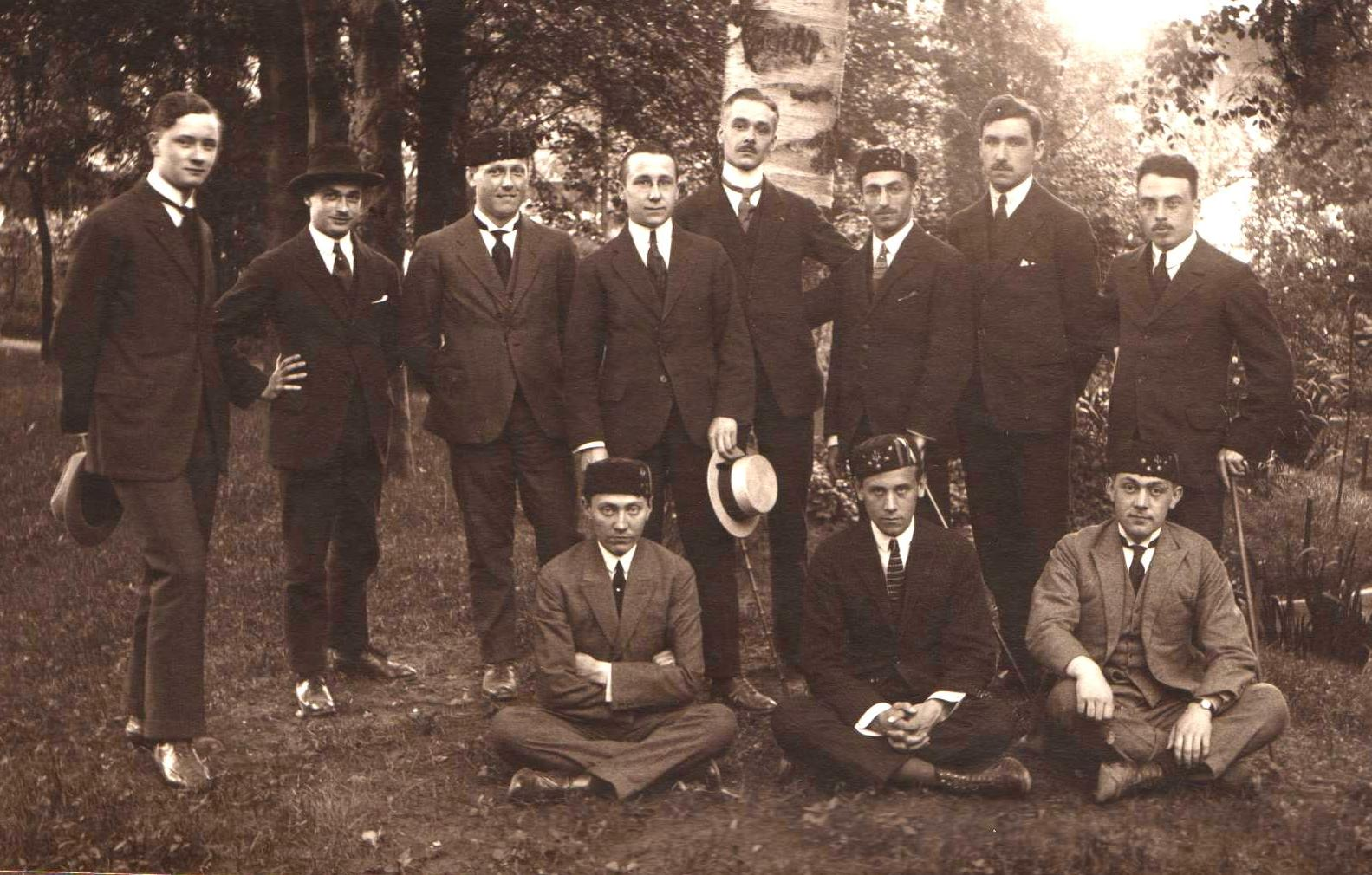
Studenten rechtsgeleerdheid aan de Université catholique de Louvain rond 1920.

In België worden personen die hoger onderwijs volgen studenten genoemd.
Personen die secundair onderwijs volgen noemt men scholieren of leerlingen.
Studenten kunnen invloed uitoefenen op hun onderwijsinstelling via hun verkozen studentenraden of deelnemersraden.
De bevoegdheden, prerogatieven en verplichtingen van deze raden zijn vastgesteld in het decreet betreffende de rechtspositieregeling van de student (wet medezeggenschap), de participatie in het hoger onderwijs, de integratie van bepaalde afdelingen van het hoger onderwijs voor sociale promotie in de hogescholen en de begeleiding van de herstructurering van het hoger onderwijs in Vlaanderen soms ook kortweg het participatiedecreet van de Vlaamse overheid genoemd.
Zo is het hen toegestaan facultaire, departementale, opleidingsgebonden en/of campusgebonden studentenparticipatiecommissies op te richten die op een lokaler niveau werkzaam zijn.
Indien de studentenraad met voldoende opkomst verkozen is heeft zij het recht minstens één studentenvertegenwoordiger met stemrecht of met adviserende stem (afhankelijk van welk participatiemodel de hogeschool heeft verkozen), naar de raad van bestuur af te vaardigen.
Aangezien het hoger onderwijs in Vlaanderen georganiseerd is in associaties, hebben deze ook studentenraden. Voorbeelden hiervan zijn de StAL (Studentenraad Associatie Leuven) voor de vzw - Associatie KU Leuven en ASRA (Algemene Studentenraad Associatie Antwerpen) voor de Associatie Antwerpen.
De VVS (Vlaamse Vereniging van Studenten vzw) is de overkoepeling van de studentenraden in Vlaanderen.
Naast de studentenraden zijn er in Vlaanderen ook nog een veelheid aan studentenclubs en -kringen, die zich veeleer richten op het sociale aspect van het studentenleven.

## Student: onderwerpen

### Studentenfestijnen
Typische studentenfestijnen meestal binnen een studentenvereniging zijn:
- Cantus
- Doop of ontgroening

### Studentenhuisvesting
- Studentenhuis
- Studentenflat

### Verenigingen
- Studievereniging
- Studentenvereniging

### Studiebeurs
- Studiefinanciering (Nederland)
- Studietoelage (Vlaanderen)